# BR Fernsehen
БР Фернзеен (BR Fernsehen) — баварская 3-я телепрограмма. Вещание по ней ведётся Баварским радио. Существует с 22 сентября 1964 года. 

## Передачи
Изначально была только вечерней, с 31 мая 1994 года вещает круглосуточно. Включает в себя вечерний выпуск новостей «Тагессшау», выпуски новостей «Рундшау», информационные программы «Рундшау-Магацин» и «Рундшау-Нахт», художественно-публицистические, учебные программы, повторы передач программы «Das Erste».